# Seleção da Tchecoslováquia de Hóquei no Gelo
A Seleção da Tchecoslováquia de Hóquei no Gelo foi uma equipe que representou a Tchecoslováquia entre os anos de 1920 e 1992. Sendo, após a separação do país, substituída pelas seleções da República Tcheca e da Eslováquia